# Quadripotencial eletromagnético
O quadripotencial eletromagnético é um quadrivetor definido em unidades SI (e unidades gaussianas em parênteses) como 
{\displaystyle A^{\alpha }=\left({\frac {\phi }{c}},{\vec {A}}\right)\qquad \left(A^{a}=(\phi ,{\vec {A}})\right)}
na qual {\displaystyle \phi } é o potencial elétrico, e {\displaystyle {\vec {A}}} é o potencial magnético, um vetor potencial.
Os campos elétricos e magnéticos associados com estes quadripotenciais são:
{\displaystyle {\vec {E}}=-{\vec {\nabla }}\phi -{\frac {\partial {\vec {A}}}{\partial t}}\qquad \left(-{\vec {\nabla }}\phi -{\frac {1}{c}}{\frac {\partial {\vec {A}}}{\partial t}}\right)}
{\displaystyle {\vec {B}}={\vec {\nabla }}\times {\vec {A}}}
Ele é útil para agrupar os potenciais nesta forma porque {\displaystyle A_{\alpha }} é um vetor covariante de Lorentz, significando que ele transforma-se do mesmo modo como as coordenadas espaço-tempo (t, x) sob transformações no grupo de Lorentz: rotações e transformação de Lorentz. Como resultado, o produto interno
{\displaystyle A^{\alpha }A_{\alpha }=|{\vec {A}}|^{2}-{\frac {\phi ^{2}}{c^{2}}}\qquad \left(A^{a}A_{a}\,=|{\vec {A}}|^{2}-\phi ^{2}\right)}
é o mesmo em cada quadro referencial inercial. 
Frequentemente, físicos empregam a condição gauge de Lorenz {\displaystyle \partial _{\alpha }A^{\alpha }=0} para simplificar as equações de Maxwell como:
{\displaystyle \Box ^{2}A_{\alpha }=-\mu _{0}J_{\alpha }\qquad \left(\Box ^{2}A_{\alpha }=-{\frac {4\pi }{c}}J_{\alpha }\right)}
onde {\displaystyle J_{\alpha }} são os componentes do quadricorrente,
e 
{\displaystyle \Box ^{2}=\nabla ^{2}-{\frac {1}{c^{2}}}{\frac {\partial ^{2}}{\partial t^{2}}}} é o operador d'Alembertiano.
Em termos dos pontenciais escalar e vetorial, esta última equação torna-se:
{\displaystyle \Box ^{2}\phi =-{\frac {\rho }{\epsilon _{0}}}\qquad \left(\Box ^{2}\phi =-4\pi \rho \right)}
{\displaystyle \Box ^{2}{\vec {A}}=-\mu _{0}{\vec {j}}\qquad \left(\Box ^{2}{\vec {A}}=-{\frac {4\pi }{c}}{\vec {j}}\right)}